# Namazonurus pustulatus
Namazonurus pustulatus (герерський поясохвіст) — вид ящірок родини поясохвостів (Cordylidae). Ендемік Намібії.

## Поширення і екологія
Герерські поясохвости мешкають в горах Ауасберг в центральній Намібії. Вони живуть в сухих саванах та в тріщинах серед скель. Зустрічаються на висоті від 1500 до 1900 м над рівнем моря.